# Haubitze
Als Haubitzen werden seit dem 19. Jahrhundert  Geschütze der Artillerie bezeichnet, die sowohl in der oberen als auch in der unteren Winkelgruppe schießen können und sich dadurch von den Feldkanonen und Mörsern unterscheiden. Wie auch mit Kanonen können mit Haubitzen Ziele im direkten Richten (Flachfeuer) bekämpft werden. Haubitzen mit relativ großer Kaliberlänge werden als Kanonenhaubitzen bezeichnet.

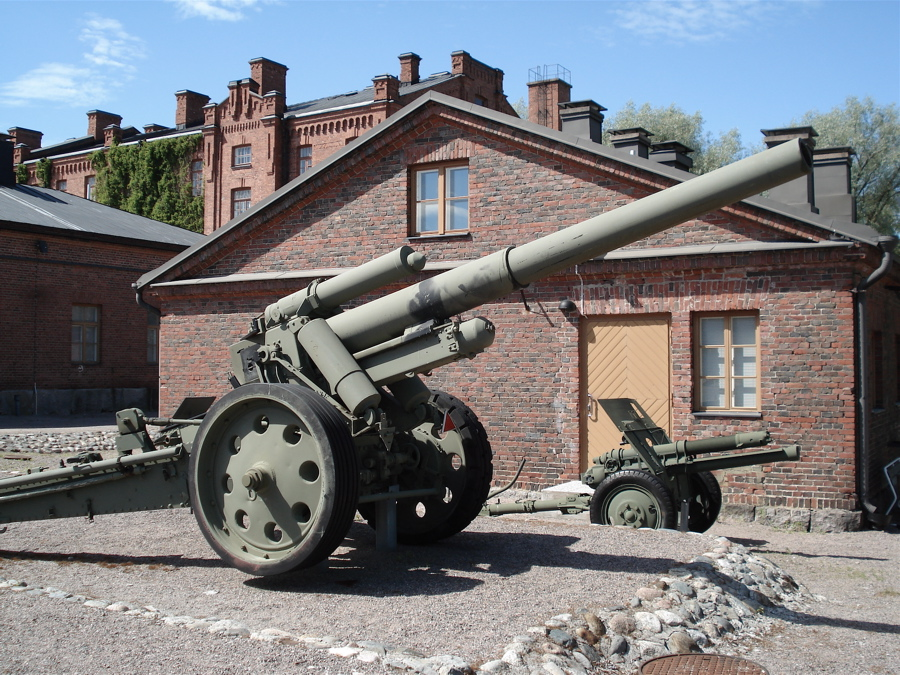
Schwere Feldhaubitze 18, Kaliber 15 cm, deutsches Standardgeschütz bis 1945 (hier ohne Schutzschild)

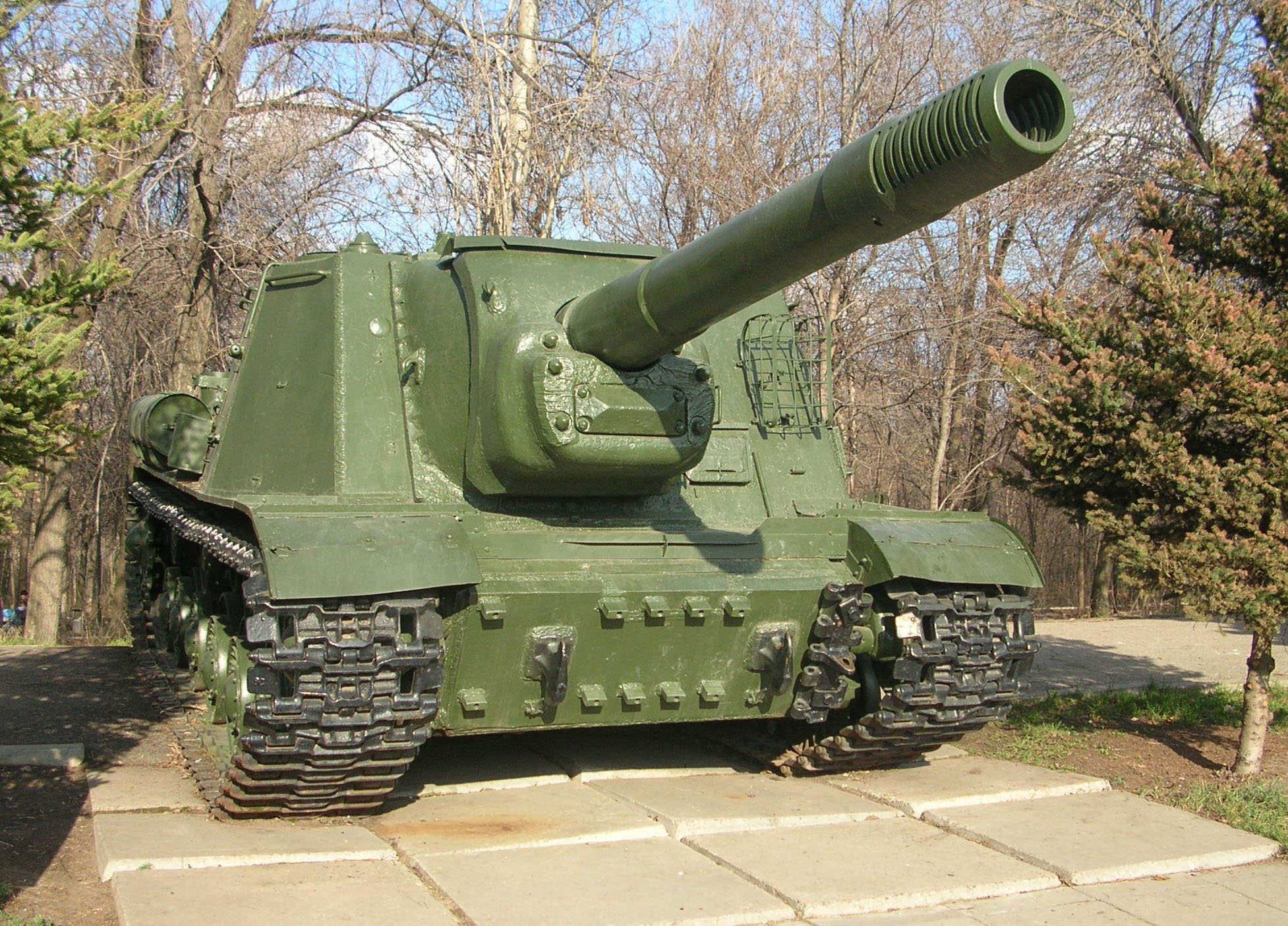
Sowjetische ISU-152

## Einsatzmöglichkeiten
Da Haubitzen mit getrennter Ladung (Granate und Treibladung, zum Beispiel 1. bis 6. Ladung) feuern, kann die nötige Schussweite durch entsprechende Rohrerhöhung und Treibladungswahl erreicht werden. Bei der Bekämpfung von Hartzielen wie Bunkern im direkten Richten wird die größte Treibladung gewählt, denn je stärker die Treibladung, desto gestreckter ist die Geschossflugbahn und desto höhere Mündungsgeschwindigkeit ({\displaystyle v_{0}}) und zielballistische Wirkung beziehungsweise Durchschlagskraft werden erreicht.
Im Rahmen der Weiterentwicklung der Geschütze wurden auch Feldkanonen entwickelt, die in der unteren und oberen Winkelgruppe schießen können (Bsp.: Kanone M107).
Für das indirekte Feuer wird ein Vorgeschobener Beobachter (VB), ein Artilleriebeobachter (AB) oder ein technisches Aufklärungsmittel benötigt, welche das Zielgebiet beobachten und das Artilleriefeuer lenken.

## Namensentwicklung
- Ursprünglich wurden in der zweiten Hälfte des 14. Jahrhunderts Steinbüchsen mit kurzem Rohr zum Beschuss von lebenden Kräften im Feld und mit größerem Kaliber bei Belagerungen eingesetzt. Sie schossen, ähnlich der Bliden, auf einer parabelförmigen Flugbahn. Aus ihnen differenzierten sich gegen 1400 die späteren Geschütztypen.
- Zuerst wurde 1427 in Breslau eine mittlere Steinbüchse mit kurzem Rohr, die bequem und schnell zu laden war und folglich häufig schießen konnte, als „hawfenicze“ bezeichnet[1]. Aus dem tschechischen „houfnice“[2] wurde Hauffnitze,[3] bzw. Haubitze, ital. obice.
- Die Bezeichnung Haubitze wurde im 19. Jahrhundert auf die entstandenen Mehrzweck-Geschütze angewendet, die im Gegensatz zu flachschießenden Kanonen vorrangig mit größeren Erhöhungswinkeln schossen.

## Ausführungen

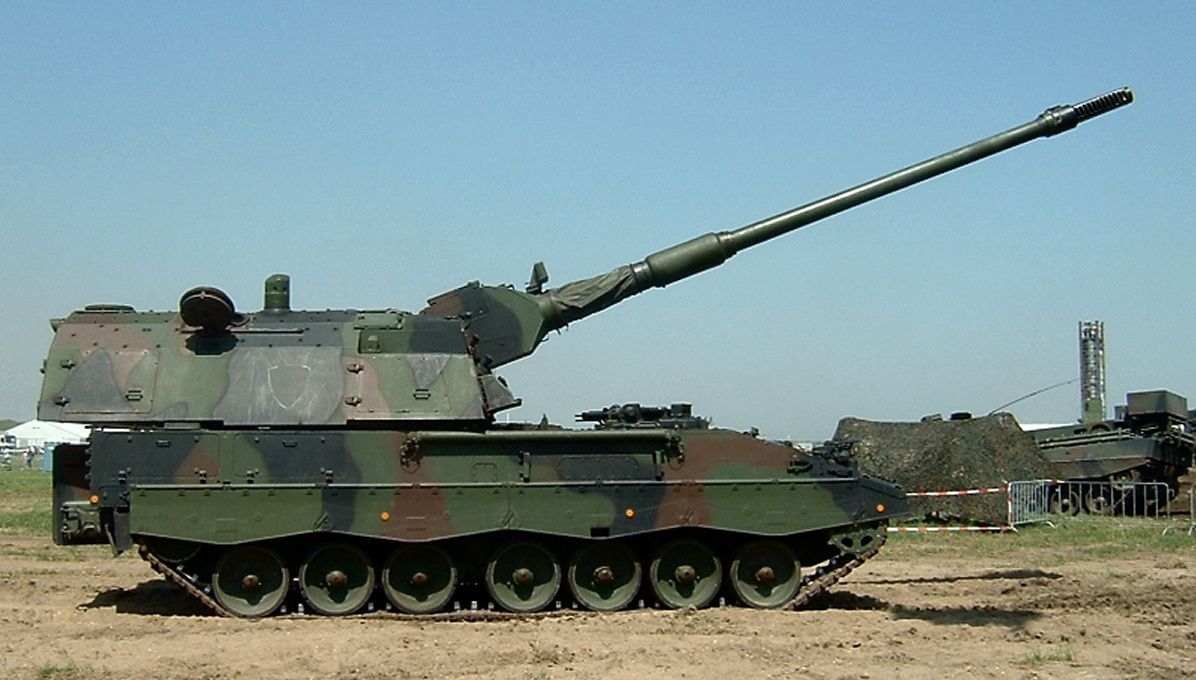
Panzerhaubitze 2000

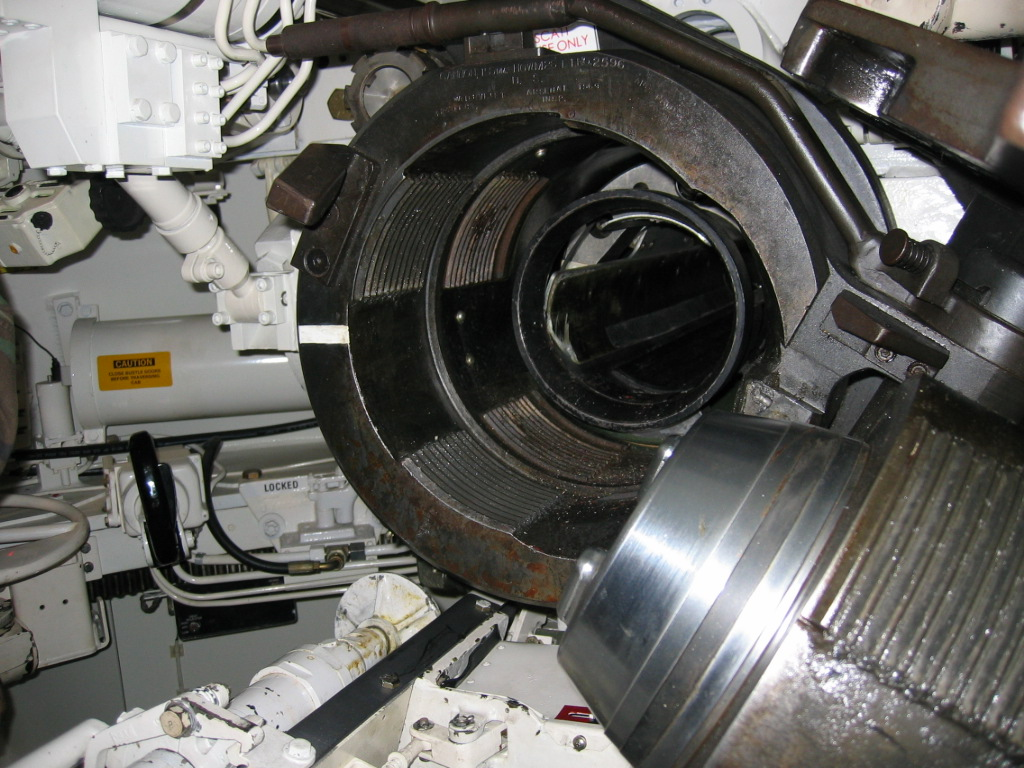
Schraubenverschluss der Panzerhaubitze M 109 (US-Ausführung)

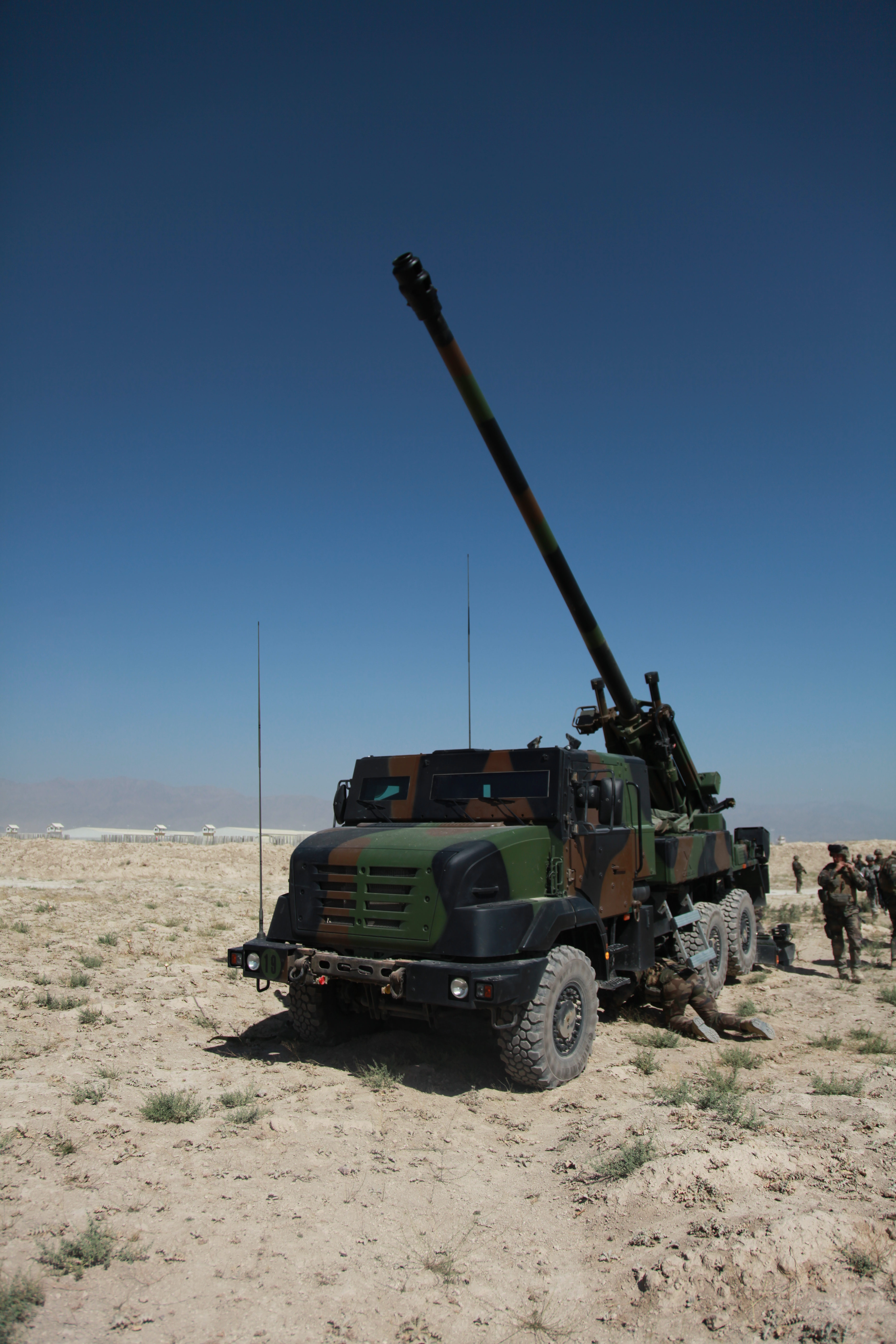
Französische Haubitze System CAESAR

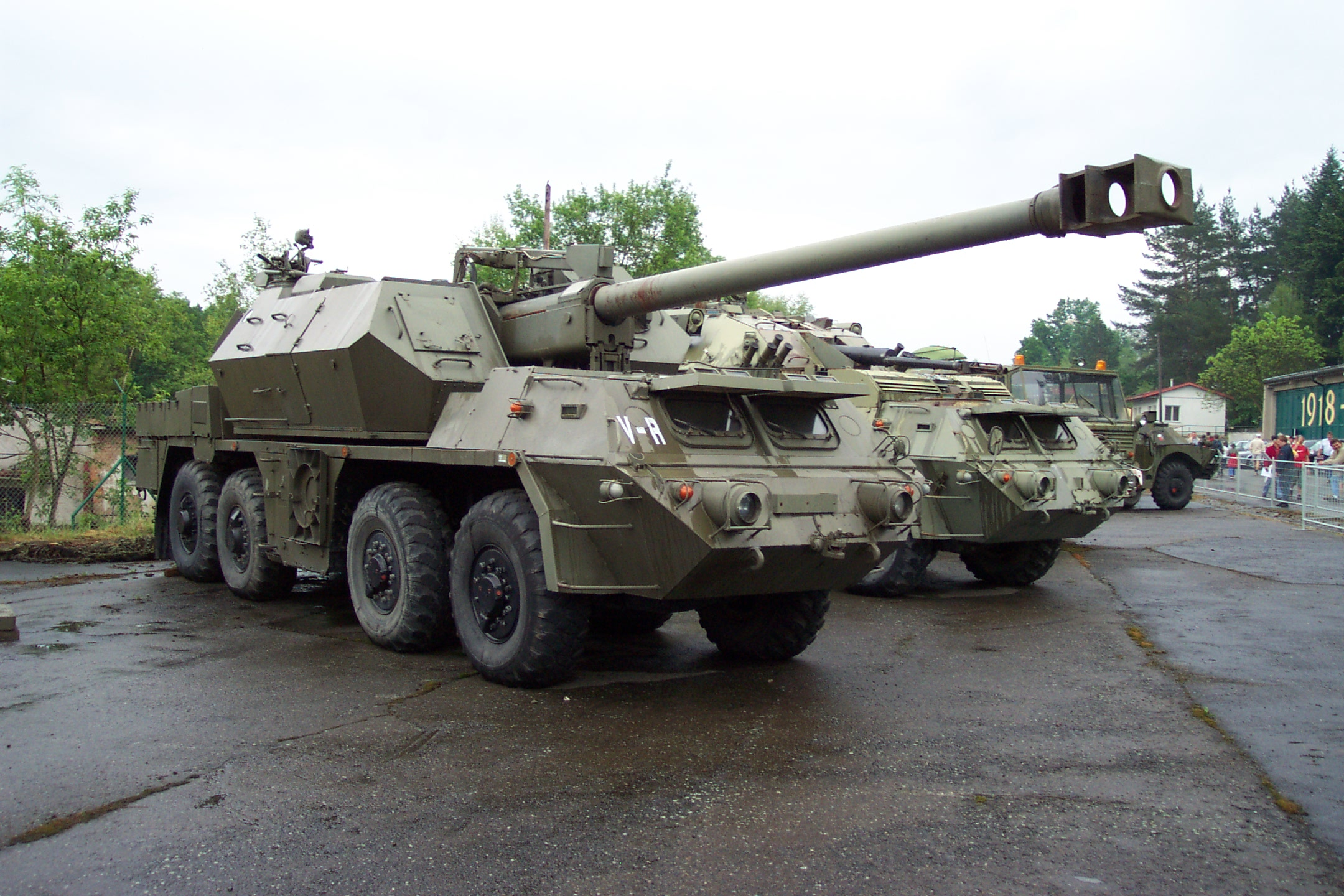
DANA-Prototyp Ondava in einem Museum

Feldhaubitzen sind auf Lafetten montiert, die von Zugmaschinen gezogen werden und Teil der Feldartillerie sind. Hier hat sich seit der Einführung dieser Geschützart nicht viel geändert; das Prinzip ist immer noch dasselbe. Es existieren spezielle Ausführungen wie zerlegbare Gebirgshaubitzen und leichte Geschütze, die luftverlastbar sind. Manche Geschütze wie die FH 155-1 haben einen Hilfsmotor, um im Eigenantrieb einen Stellungswechsel vornehmen zu können.
Bereits während des Zweiten Weltkrieges wurden gepanzerte und auf Kettenfahrgestellen beweglich gemachte Haubitzen, wie die M7 Priest oder die deutsche Panzerhaubitze Wespe, eingesetzt. Diese Geschützart wird heute von der Bundeswehr als Panzerhaubitze bezeichnet und gehört zur Panzerartillerie. In der Sowjetunion und bei ihren Verbündeten sowie in deren Nachfolgestaaten ist hierfür der Begriff Selbstfahrlafette üblich. Auch im englischen Sprachraum heißen selbstfahrende Haubitzen self propelled howitzer. Der Turm, in den das Geschütz integriert ist, schützt Besatzung und Geschütz vor Witterungseinflüssen und gegen Granatsplitter. Der Vorteil gegenüber gezogenen Haubitzen ist die Möglichkeit des schnellen Stellungswechsels, was bei schnell vorrückenden Streitkräften von besonderer Bedeutung ist und es vor allem erlaubt, Gegenfeuer auszuweichen.
Da diese Kettenfahrgestelle teuer sind, werden von vielen Staaten auch gezogene Haubitzen eingesetzt oder Haubitzen mit Radfahrgestell, die als Radhaubitzen bezeichnet werden, konstruiert.
Beispiele
Feldartillerie, gezogene Geschütze
- US 8-inch (203,2 mm): M1, M2, M115
- US 105 mm: M101
- FH155-1, bei der Bundeswehr außer Dienst gestellt
- Gebirgshaubitze 105
- Gebirgshaubitze 40
- US 155 mm: M114, M198, M777

Feldartillerie, Radhaubitze
- RCH 155 (Deutschland)
- DANA (Tschechien)
- Zuzana (Slowakei)
- Archer (Schweden)
- CAESAR (Frankreich)
- Typ 19 (Japan)
- 2S22 Bohdana (Ukraine)
- AHS Kryl (Polen) – Prototyp

Feldartillerie, Selbstfahrlafette (SF) Kette
- M110, bei der Bundeswehr „FH 203 mm SF“; außer Dienst gestellt
- Typ 4 Ho-Ro, Kaiserlich Japanisches Heer

Panzerhaubitzen
- Hummel und Wespe, deutsche Panzerhaubitzen des Zweiten Weltkriegs
- M44
- M52
- M55, bei der Bundeswehr außer Dienst gestellt;
- M109, bei der Bundeswehr außer Dienst gestellt; das Österreichische Bundesheer verfügt über 64 Haubitzen Typ M109A5Ö; die Schweizer Armee verfügt über 133 Typ M109 KAWEST;
- Panzerhaubitze 2000
- XM1203 Non-Line-of-Sight Cannon
- K9 Thunder, in Südkorea in den 1990er Jahren entwickelte Panzerhaubitze
- AHS Krab – polnische Haubitze